# Spatula querquedula

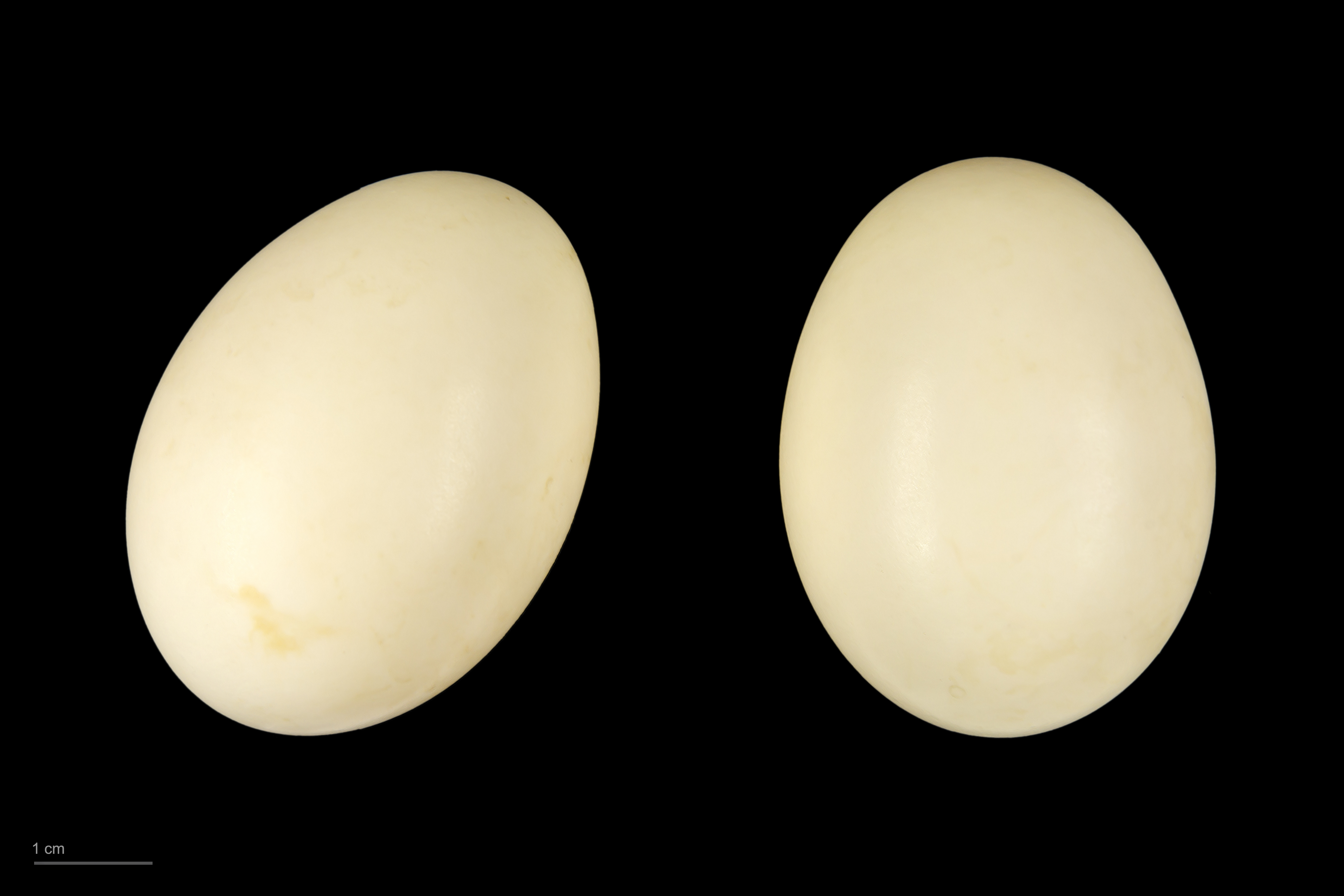
Ovos de Spatula querquedula (MHNT).

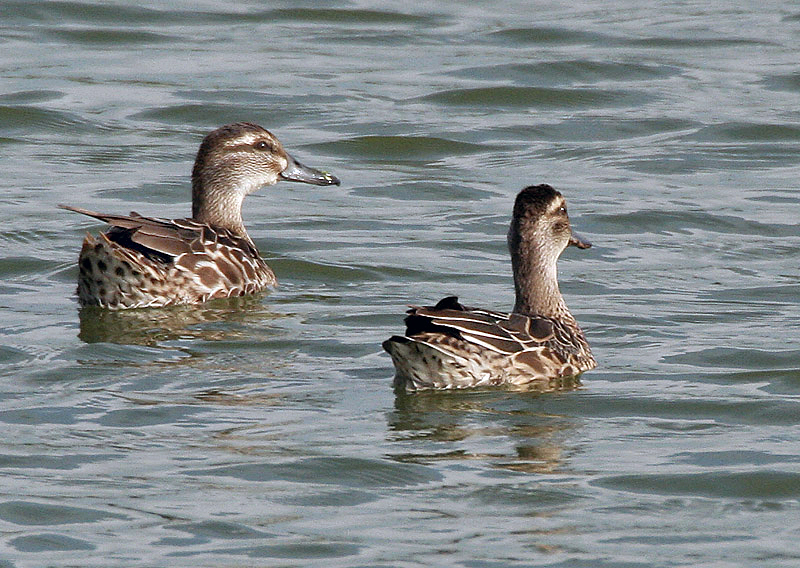
Fêmea

Spatula querquedula (Linnaeus, 1758) é uma espécie de patos de pequena dimensão, conhecida pelo nome comum de marreco, com distribuição natural em grande parte da Europa Ocidental e do oeste da Ásia. A espécie é estritamente migratória, com toda a população a migrar durante o inverno para sul e sueste em direcção à África Austral, ao subcontinente indiano (em particular para a região de Santragachi) e à Australásia, formando grandes bandos. Como os outros pequenos patos da subfamília Anatidae, esta espécie descola facilmente a partir da água com uma torção rápida em voo. O habitat preferido são as zonas vegetadas das margens de lagos e pântanos.

## Nomes comuns
Esta espécie é ainda comummente conhecida como pato-marreco, cerceta, serzeta (não confundir com a Lymnocryptes minimus que com ela partilha o mesmo nome), cantadeira e rangedeira.

### Etimologia
Quanto ao nome científico desta espécie:
- O nome genérico, Spatula, provém do latim, spătŭla, e significa «folha de palma; pata larga».[10]

- O epíteto específico, querquedula, também provém do latim, querquēdŭla, reportando-se a «certo tipo de pato», especula-se que talvez se reportasse no período clássico à espécie Anas crecca[11], comummente conhecia como marrequinha.[12]

Quanto aos nomes comuns: 
Os nomes «cerceta» e «serzeta», resultam de adaptações, por via popular, do étimo latino querquēdŭla.

## Descrição
O marreco (Spatula querquedula) é um pequeno pato que se reproduz em grande em todo o Paleártico, especialmente no oeste da Eurásia. A espécie é estritamente migratória, com toda a população a migrar no inverno para o sul da África, para a Índia (em particular para a região de Santragachi), para o Bangladesh (em torno dos reservatórios naturais do distrito de Sylhet) e para a Australásia, onde forma grande bandos. Esta espécie foi descrita pela primeira vez por Carl Linnaeus em 1758 na 10.ª edição do Systema Naturae. Como outros pequenos patos, como a marrequinha-comum, esta espécie descola facilmente da água com a rápida torção em voo típica das aves limícolas.
O macho adulto apresenta um aspecto inconfundível, com a cabeça e o peito castanhos e com uma ampla lista supraciliar em forma de meia-lua branca sobre o olho. O resto da plumagem é cinzenta, com penas escapulares soltas de coloração cinzenta. O bico e as pernas são cinzentas. Em voo, mostra um espéculo azul claro com um bordo branco. Ao nadar, mostra bordos brancos proeminentes nas terciais. O píleo é escuro e o rosto é castanho avermelhado.
Algum cuidado é necessário ao separar a fêmea acastanhada desta espécie da muito similar fêmea da marrequinha-comum, mas as marcas faciais mais fortes e balançar a cabeça com mais frequência ao mexer são bons indicadores para a diferenciação. A confusão com a fêmea da marreca-de-asa-azul (Anas discors) também é possível, mas a forma da cabeça e do bico é diferente, e a última espécie tem patas amarelas. Bons indicadores para diferenciação são a sobrancelha pálida, a linha escura sobre os olhos e uma mancha pálida em torno do loro limitada por uma segunda linha escura.
Dimensões
A espécie apresenta as seguintes dimensões típicas:
- Comprimento: 41 cm;
- Envergadura: 58 - 69 cm.
- Peso: 300- 440 g

São aves aquáticas que preferem lagoas pouco profundas com margens ricas em vegetação e águas mesotróficas com matéria orgânica flutuante, onde estas aves se alimentam principalmente por raspagem da superfície, em vez de arrancarem o alimento dos fundos. O habitat de reprodução preferido por esta espécie são as pastagens e outros terrenos abertos adjacentes a pântanos e a lagos e lagoas pouco profundos em regiões de estepe.
O macho tem uma chamada de acasalamento que consiste num crepitar distintivo; a fêmea é muito silenciosa para um pato feminino, mas pode produzir um débil caquejar.
Spatula querquedula é uma das espécies a que se aplica o Acordo para a Conservação das Aves Aquáticas Migratórias Afro-Euroasiáticas (AEWA). O estatuto de conservação do marreco na Lista Vermelha da IUCN é o de espécie pouco preocupante.

## Taxonomia
A primeira descrição formal do esécie foi feita pelo naturalista sueco Carl Linnaeus em 1758 na décima edição de seu Systema Naturae. Na descrição introduziu o nome binomial Anas querquedula. Um estudo de filogenética molecular comparando sequências de DNA mitocondrial publicado em 2009 permitiu concluir que o género Anas, como então definido, era polifilético. Em consequência. o género foi subsequentemente dividido em quatro géneros monofiléticos com dez espécies, incluindo a marrequinha, que foram movidos para o género ressuscitado Spatula . Este género fora originalmente proposto pelo zoólogo alemão Friedrich Boie em 1822. O nome genérico Spatula deriva do latim para "colher" ou "espátula". O epíteto específico é também derivado do latim querquedula, uma palavra que se acredita representar a sua chamada.
Dentre o rol dos nomes comuns, em português, para esta ave, há dois pares alusivos ao canto característico desta ave. O primeiro,  «cantadeira» e «rangedeira», e o segundo, formado pelos nomes «cerceta» e «serzeta» que, por seu turno, são corruptelas do epiteto latino querquedula.
O nome comum em inglês data do século XVII e vem de idioma lombardo gargenei, o plural de garganell, que em última análise vem do latim tardio gargala "artéria traqueal". O uso em inglês deve as suas origens a Conrad Gesner que usou o nome italiano no terceiro volume de seu Historiae Animalium (História dos Animais) de 1555.